# Scopula diffinaria
Scopula diffinaria is een vlinder uit de familie spanners (Geometridae). De wetenschappelijke naam is voor het eerst geldig gepubliceerd in 1913 door Prout.
De soort komt voor in Europa.